# Alex Désert
Alex Désert (18 de julio de 1968) es un actor y músico estadounidense conocido por sus papeles en las series de televisión The Flash, The Heights con Jamie Walters, Becker con Ted Danson, y Boy Meets World, así como la voz de Nick Fury para la serie animada The Avengers: Earth's Mightiest Heroes. Désert ha sido recientemente visto en Anatomía de Grey y Mom. Sus créditos televisivos recientes también incluyen Tyler Perry's House of Payne, House M.D., Reno 911!, y The Sarah Silverman Program. Desde 2020, Alex es la nueva voz del personaje de Carl Carlson en Los Simpson, en sustitución de Hank Azaria, quien ya había hecho la voz del personaje desde la primera temporada de la serie.

## Primeros años
Désert, cuya familia es nativa de Haití, es el primer miembro de su familia nacido en los Estados Unidos de América. De niño, Désert recuerda que M*A*S*H le inspiró para ser médico hasta que su hermano le informó que Hawkeye y la banda eran actores. Desde ese momento, se inspiró en actuar.

## Carrera
Sus créditos cinematográficos incluyen el éxito independiente Swingers, Playing God, Alta fidelidad, Bob Funk y PCU con Jeremy Piven, David Spade y Jon Favreau, y Alexander and the Terrible, Horrible, No Good, Very Bad Day, de Disney Studios.
Désert ha dado su voz en varias series animadas y videojuegos incluyendo: The Avengers: Earth's Mightiest Heroes como Nick Fury; como Wise en la serie web The LeBrons; Crystal Dynamic en Tomb Raider, y, Scarface: The World is Yours. 
Además de su carrera como actor, Désert es uno de los cantantes en Hepcat, una banda de ska/reggae que ha hecho tours por los Estados Unidos y Europa con bandas como The Mighty Mighty Bosstones y The Specials. Habiendo publicado cuatro álbumes, Hepcat ha aparecido en revistas nacionales y en The Conan O'Brien Show.